# 남지현 (배우)
남지현(南志鉉, 1995년 9월 17일 ~ )은 대한민국의 배우이다. 2004년 MBC 드라마 《사랑한다 말해줘》를 통해 데뷔하였다. 2007년에 방송된 SBS 드라마 《로비스트》에서는 배우 장진영의 아역 마리아를 연기했고, KBS 드라마 《대왕세종》에서는 탤런트 이윤지의 아역인 소헌왕후를 연기했다. 이후 여러 작품에서 두각을 나타내며 이름을 알렸는데, 2008년에 MBC 드라마 《에덴의 동쪽》에서 한지혜의 아역인 지현 역을 통해 본격적으로 주목을 받았다. 이후 작품활동이 뜸하다가 2009년에 MBC 드라마 《선덕여왕》에서 이요원의 아역인 어린 덕만을 연기하면서 일약 최고의 아역배우로 주목받는다. 이후 SBS 드라마 《크리스마스에 눈이 올까요?》에서 한예슬의 아역인 지완 역을 맡았고, SBS 드라마 《자이언트》에서는 박진희의 아역인 정연 역을 연기했다. 그리고 2017년 SBS 수목드라마 《수상한 파트너》라는 드라마에 은봉희라는 역을 맡았다. 2018년 tvN 드라마 《백일의 낭군님》에서 홍심이 역을 연기하였다. 2020년 NBC 월화 드라마 《365: 운명을 거스르는 1년》에서 신가현 역을 연기하였다. 그리고 2022년 8월 27일부터 방영한 tvN 드라마 《작은 아씨들》에서 오인경을 연기하였다.

## 학력
- 인천백운초등학교 (졸업)
- 인천상정중학교 (졸업)
- 인천초은고등학교 (졸업)
- 서강대학교 사회과학대학 (심리학 / 학사)

## 출연 작품

### 영화
- 2005년 영화 《무영검》 ... 어린 연소하 역 (윤소이 아역)
- 2006년 영화 《마이 캡틴 김대출》 ... 박지민 역
- 2007년 영화 《마파도 2》 ... 과거 여자아이 역
- 2009년 영화 《시선 1318》 ... {독립영화 - 진주는 공부중 편} 박진주 역
- 2010년 영화 《아스트로 보이: 아톰의 귀환》 ... 코라 한국어 더빙 목소리 역
- 2010년 영화 《행복한 울릉인》 ... 내레이션 역 {다큐맨터리 영화}
- 2010년 영화 《귀》 ... {옴니버스 영화} (우정출연)
- 2010년 영화 《가족 계획》 ... (단편영화) 지민 역
- 2011년 영화 《오늘》 ... 이지민 역
- 2013년 영화 《화이: 괴물을 삼킨 아이》 ... 유경 역
- 2016년 영화 《터널》 ... 미나 역
- 2016년 영화 《고산자, 대동여지도》 ... 김순실 역

### 드라마
- 2004년 MBC 수목 미니시리즈 《사랑한다 말해줘》 ... 어린 서영채 역 (윤소이 아역)
- 2005년 MBC 월화 미니시리즈 《환생: 넥스트》 ... 어린 이금영 역 - 조선시대 편 (장신영 아역)
- 2006년 SBS 금요 미니시리즈 《마이 러브》 ... 김민 역
- 2006년 SBS 성탄특집 드라마 《나의 사랑 클레멘타인》 ... 장바다 역
- 2007년 SBS 드라마 스페셜 《로비스트》 ... 어린 유마리아 역 (故 장진영 아역)
- 2008년 KBS1 대하드라마 《대왕 세종》 ... 어린 소헌왕후 심씨 역 (이윤지 아역)
- 2008년 MBC 2부작 수목 미니시리즈 《우리들의 해피엔딩》 ... 강미나 역
- 2008년 ~ 2009년 MBC 월화 특별기획 드라마 《에덴의 동쪽》 ... 어린 김지현 역 (한지혜 아역)
- 2009년 MBC 월화 특별기획 드라마 《선덕여왕》 ... 어린 덕만공주 역 (이요원 아역)
- 2009년 ~ 2010년 SBS 수목 미니시리즈 《크리스마스에 눈이 올까요?》 ... 어린 한지완 역 (한예슬 아역)
- 2010년 SBS 월화 특별기획 드라마 《자이언트》 ... 어린 황정연 역 (박진희 아역)
- 2010년 MBC 단막극 《MBC 일요 드라마 극장 - 나야, 할머니》 ... 박은하 역
- 2011년 SBS 월화 특별기획 미니시리즈 《무사 백동수》 ... 어린 유지선 역 (신현빈 아역)
- 2012년 KBS2 단막극 《KBS 드라마 스페셜 연작 시리즈 - 소녀 탐정 박해솔》 ... 박해솔 역
- 2012년 SBS 드라마 스페셜 《아름다운 그대에게》 ... 홍다해 역 (특별출연)
- 2014년 SBS 주말 미니시리즈 《엔젤 아이즈》 ... 어린 윤수완 역 (구혜선 아역)
- 2014년 KBS2 주말연속극 《가족끼리 왜 이래》 ... 강서울 역
- 2015년 SBS 토요 미니시리즈 《심야식당》 ... 혜리 역 (특별출연)
- 2016년 SBS 2부작 금요 특집극 《미스터리 신입생》 ... 오이영 역
- 2016년 MBC 수목 미니시리즈 《쇼핑왕 루이》 ... 고복실 역
- 2017년 SBS 드라마 스페셜 《수상한 파트너》 ... 은봉희 역
- 2018년 tvN 월화 미니시리즈 《백일의 낭군님》 ... 연홍심 / 윤이서 역
- 2019년 O'LIVE TV 화요 미니시리즈 《은주의 방》 ... 신혼부부 역 (특별출연)
- 2020년 MBC 월화 미니시리즈 《365 : 운명을 거스르는 1년》 ... 신가현 역
- 2021년 JTBC 2부작 단막극 《경로를 이탈하였습니다》 ... 강수지 역
- 2021년 TVING 오리지널 시리즈 & tvN 미니시리즈 《마녀식당으로 오세요》 ... 정진 역
- 2022년 tvN 주말 미니시리즈 《작은 아씨들》 ... 오인경 역
- 2023년 U+MOBILETV 오리지널 시리즈 《하이쿠키》 ... 최수영 역
- 2024년 SBS 금토 미니시리즈 《굿파트너》 ... 한유리 역
- 2026년 KBS2 토일미니시리즈 《은애하는 도적님아》 ... 홍은조 역

### 방송
- 2001년 7월 14일, 10월 27일 MBC 《전파견문록》- 출연
- 2002년 1월 27일 MBC 《타임머신》- 시청자 배우
- 2009년, 2015년 tvN 《현장토크쇼 TAXI》- 게스트
- 2009년 12월 27일 MBC 《특집 다큐멘터리 '상호 할아버지'》- 나레이션
- 2014년 9월 25일 KBS2 TV 《해피투게더 시즌3》- 게스트
- 2015년, 2021년, 2024년 SBS 《런닝맨》- 게스트
- 2021년 8월 27일 tvN 《식스센스》- 게스트
- 2023년 8월 4일 MBC 《나 혼자 산다》 506회
- 2024년 7월 6일 tvN 《놀라운 토요일 도레미마켓》 - 게스트

## 수상 및 후보
| 연도 | 시상식                       | 부문                                             | 작품                                             | 결과 | 참조   |
| ---- | ---------------------------- | ------------------------------------------------ | ------------------------------------------------ | ---- | ------ |
| 2006 | SBS 연기대상                 | 여자 아역상                                      | 마이 러브                                        | 수상 | [ 1 ]  |
| 2007 | SBS 연기대상                 | 여자 아역상                                      | 로비스트                                         | 후보 |        |
| 2008 | MBC 연기대상                 | 여자 아역상                                      | 에덴의 동쪽                                      | 수상 | [ 2 ]  |
| 2009 | MBC 연기대상                 | 여자 아역상                                      | 선덕여왕                                         | 수상 | [ 3 ]  |
| 2012 | 제21회 부일영화상            | 신인 여자연기상                                  | 오늘                                             | 후보 |        |
| 2012 | KBS 연기대상                 | 여자 청소년연기상                                | KBS 드라마 스페셜 연작 시리즈 - 소녀 탐정 박해솔 | 수상 | [ 4 ]  |
| 2013 | 제34회 청룡영화상            | 신인여우상                                       | 화이: 괴물을 삼킨 아이                           | 후보 |        |
| 2014 | KBS 연기대상                 | 여자 신인연기상                                  | 가족끼리 왜 이래                                 | 수상 | [ 5 ]  |
| 2014 | KBS 연기대상                 | 베스트 커플상(with 박형식)                       | 가족끼리 왜 이래                                 | 수상 | [ 6 ]  |
| 2015 | 제51회 백상예술대상          | TV부문 여자 신인연기상                           | 가족끼리 왜 이래                                 | 후보 |        |
| 2016 | 제1회 아시아 아티스트 어워즈 | 드라마부문 베스트 엔터네이너상                   | 쇼핑왕 루이                                      | 수상 | [ 7 ]  |
| 2016 | 제1회 아시아 아티스트 어워즈 | 여자 인기상                                      | 쇼핑왕 루이                                      | 후보 | [ 7 ]  |
| 2016 | MBC 연기대상                 | 여자 신인연기상                                  | 쇼핑왕 루이                                      | 수상 | [ 8 ]  |
| 2016 | MBC 연기대상                 | 미니시리즈부문 여자 우수연기상                   | 쇼핑왕 루이                                      | 후보 | [ 8 ]  |
| 2016 | MBC 연기대상                 | 베스트 커플상 (with 서인국)                      | 쇼핑왕 루이                                      | 후보 | [ 8 ]  |
| 2017 | SBS 연기대상                 | 대상                                             | 수상한 파트너                                    | 후보 | [ 9 ]  |
| 2017 | SBS 연기대상                 | 수목드라마부문 여자 우수연기상                   | 수상한 파트너                                    | 수상 |        |
| 2017 | SBS 연기대상                 | 베스트 커플상 (with 지창욱)                      | 수상한 파트너                                    | 후보 |        |
| 2018 | 제13회 숨피 어워즈           | 올해의 연기상 여자부문                           | 수상한 파트너                                    | 후보 |        |
| 2018 | 제13회 숨피 어워즈           | 베스트 키스상 (with 지창욱)                      | 수상한 파트너                                    | 수상 | [ 10 ] |
| 2018 | 제13회 숨피 어워즈           | 베스트 커플상 (with 지창욱)                      | 수상한 파트너                                    | 후보 |        |
| 2018 | 제2회 더 서울어워즈          | 드라마부문 여자 인기상                           | 백일의 낭군님                                    | 후보 |        |
| 2018 | 제3회 아시아 아티스트 어워즈 | 배우부문 여자인기상                              | 백일의 낭군님                                    | 후보 |        |
| 2018 | 제3회 동아닷컴's PICK        | 모태 로코 케미상                                 | 백일의 낭군님                                    | 수상 |        |
| 2019 | 제14회 숨피 어워즈           | 베스트 커플상(with 도경수)                       | 백일의 낭군님                                    | 수상 |        |
| 2020 | MBC 연기대상                 | 월화 미니시리즈·단막드라마부문 여자 최우수연기상 | 365: 운명을 거스르는 1년                         | 수상 |        |
| 2024 | 제6회 대전특수영상영화제     | 여자 최우수연기상                                | 하이쿠키                                         | 수상 |        |
| 2024 | 제29회 소비자의 날 시상식    | 시청자가 뽑은 올해의 배우                        | 굿파트너                                         | 수상 |        |
| 2024 | SBS 연기대상                 | 베스트 팀워크상                                  | 굿파트너                                         | 수상 |        |
| 2024 | SBS 연기대상                 | 미니시리즈 휴먼·판타지부문 여자 최우수연기상     | 굿파트너                                         | 수상 |        |
| 2024 | SBS 연기대상                 | 미니시리즈 휴먼·판타지부문 여자 우수연기상       | 굿파트너                                         | 후보 |        |
| 2024 | SBS 연기대상                 | 베스트 커플상 (with 장나라)                      | 굿파트너                                         | 후보 |        |

## 일화
포미닛이 데뷔했을 때 포미닛의 남지현이 속해 있어서 누리꾼들이 그녀가 가수로 데뷔하는 것으로 오해한 적이 있었다.